# Sanja Nikčević
Sanja Nikčević (Varaždin, 17. kolovoza 1960.), hrvatska je teatrologinja, kazališna kritičarka, redovna profesorica u miru (predavala na Filozofskom fakultetu u Osijeku i  Akademiji za umjetnost i kulturu u Osijeku), vanjski predavač na Odjelu za komunikologiju Hrvatskog katoličkog sveučilišta u Zagrebu. Članica Suda časti Matice hrvatske,, od 2022. član Upravnog odbora Pasionska baština.
Autorica je preko stotinu znanstvenih i stručnih članaka, trinaest autorskih knjiga i šest antologija o američkom, europskom i hrvatskom kazalištu i drami. Objavljuje kazališne kritike i eseje u hrvatskim kulturnim tjednicima (Vijenac, Hrvatsko slovo) te na portalima "bitno.net", "narod.hr", "hkv.hr"    na Radio Mariji vodila emisiju Kazalište bez maske (2017.-2021.). Od 2023. pokrenula projekt "Radio drama na Radio Mariji" i rubriku "Drame po izboru Sanje Nikčević" na portalu  hkv.hr.  
Osnovno polje njezina interesa su: američka drama, hrvatska drama, hrvatska ratna drama, suvremena europska drama, kazališna kritika i povijest kazališta i drame. Knjigama ruši mitove (o zabrani Krleže u Hrvatskoj, o nepostojanju ratne drame) ili  razotkriva  trendove (nova europska drama) a u najnovijim istraživanjima istražuje odnos kazališta i svjetonazora i zagovara povratak katarze i pravo na lijepo/dobro/sveto u umjetnosti. 

## Životopis

### Obrazovanje, zaposlenja i tuzemna aktivnost
Srednju školu završila u Virovitici, diplomirala francuski jezik i komparativnu književnosti na Filozofskom fakultetu u Zagrebu (1984.), a s temama iz američke drame na istom je fakultetu magistrirala (1993.) i doktorirala (1998.). Prije znanstvene karijere radila kao novinarka i kazališna kritičarka u Večernjem listu (1985. – 1993.) te kao savjetnica za kazalište u Ministarstvu kulture RH (1996. – 1997.), a između toga bila u statusu slobodne umjetnice.  
Bila je predsjednica Hrvatskog društva kazališnih kritičara i teatrologa  (2010. – 2019.), u Matici hrvatskoj bila je članica Glavnog odbora (2014. – 2018.) i predsjednica Odbora za kazalište i film  (2015-2023.), selektor Festivala kršćanskog kazališta u Zagrebu  (2015. – 2019.), a bila je i članica brojnih povjerenstava za kazališne programe, dramska djela, festivale i slično. Aktivna je i u radu Hrvatskog sabora kulture kao selektor i član prosudbenih povjerenstva za kazališni amaterizam.   

### Znanstvena karijera
Dva puta bila Fulbrightov stipendist u SAD: CUNY - New York (mentor Marvin Carlson) 1995. i UCSB - Santa Barbara (mentor W. D. King) 2003., gdje je predavala Modernu europsku dramu i kazalište 2002. godine. 
U docenticu je birana na zadarskom Sveučilištu (2002.) gdje je predavala „Povijest svjetske drame“ na doktorskom studiju iz književnosti. Od 2003. zaposlena na Sveučilištu Josipa Jurja Strossmayera u Osijeku. Prvo na Filozofskom fakultetu na Odsjeku za anglistiku gdje je 2006. birana u izvanrednog profesora, a predavala kolegije iz američke i engleske drame te kazališne kritike.
Od 2007. prelazi na Umjetničku akademiju u Osijeku (UAOS) (danas Akademija za umjetnost i kulturu- AUKOS) kao voditeljica Odsjeka za kazališnu umjetnost (2007. – 2009.), voditeljica Katedre za teatrologiju i teorijskog programa. Na akademiji predavala kolegije iz predmeta povijesti kazališta kojeg je osmislila za potrebe akademije. Na odsjeku je vodila pisanje studijskih programa: revizije Preddiplomskog studija glume i lutkarstva i novog studija Diplomskog studija kazališne umjetnosti. 
Na doktorskom studiju iz književnosti na Filozofskom fakultetu u Osijeku od njegova osnutka (2006.) bila je voditeljica   dramskog modula i predavala kolegije iz povijesti drame i američke drame. 
Sudjelovala u radu tri znanstvena projekta. Izlaganjima o hrvatskom i europskom kazalištu sudjelovala na brojnim seminarima, simpozijima i konferencijama (Osijek, Zagreb, Sarajevo, Novi Sad, Varšava, Salzburg, Boston, Louisville, New York, Caracas, Soeul, Lubbock,...), a radionice kazališne kritike vodila u Hong Kongu i Makedoniji.

### Međunarodna aktivnost
Utemeljiteljica (1994.) i prva predsjednica Hrvatskog centra ITI-UNESCO gdje je pokrenula Međunarodnu koloniju dramskih pisaca u Motovunu i glasilo Hrvatska drama te intenzivno radila na promociji hrvatske drame i kazališta u svijetu. 
Vrlo aktivna u međunarodnom kazališnom životu, u svjetskoj udruzi ITI bila je članica i predsjednica komunikacijskog odbora te članica ECXOM-a, upravnog odbora u dva mandata. Aktivna je članica hrvatskih (DKH, HDAS, HDDU) te međunarodnih i američkih udruga kritičara i teatrologa (ASTR, ATHE, IFTR, AICT, ATCA). 

### Izdavačka i urednička djelatnost
U sklopu Hrvatskog centra ITI pokrenula i deset godina uređivala teatrološku biblioteku Mansioni (1994. – 2004.), gdje je uredila 25 naslova. Bila je urednica časopisa Kazalište u izdanju AGM-a (1999. – 2002.), a od 2009. – 2013. glavna urednica novopokrenute Biblioteke Ars Academica Umjetničke akademije u Osijeku. Od 2017. do 2022. pokrenula je i  vodila specijaliziranu, obiteljsku izdavačku kuću Citadela libri.

## Dosezi i područja istraživanja
Osnovno polje njezina interesa su: američka drama, hrvatska drama, hrvatska ratna drama, suvremena europska drama, kazališna kritika i povijest kazališta i drame. 
Sudjelovala je na brojnim simpozijima u Hrvatskoj (npr. Krležini dani u Osijeku,  Dani hvarskog kazališta) i po cijelome svijetu, a od 1987. objavila je preko stotinu članaka u znanstvenim i stručnim časopisima u zemlji (Republika, Književna smotra, Dubrovnik, Književna revija, Nova prisutnost, Kazalište...) i diljem svijeta (SSEP, PAJ, NTQ, Dijalog) u SAD, Japanu, Hong Kongu, Poljskoj, Mađarskoj, Slovačkoj, Makedoniji, Sloveniji kao i u znanstvenim nacionalnim i međunarodnim zbornicima.    

### Američka drama
Uredila dvije antologije, Antologija američke drame I i II, Zagreb, 1993.), te objavila tri knjige o američkoj drami: Američka subverzivna drama ili simpatija za losere (CDM, Rijeka, 1994.), Afirmativna američka drama ili živjeli Puritanci (Hrvatski centar ITI, Zagreb, 2003.) i Gubitnički genij u našem gradu (Filozofski fakultet, Zagreb, 2006.). 
O američkoj drami uvela novu klasifikaciju drame u odnosu na Američki mit, temeljni mit američkog društva. Podijelila ih je na subverzivne drame one koje pokazuju neuspješne likove gubitnika koji ne mogu slijediti Američki san (u djelima pisaca poput Eugen O'Neill, Arthur Miler, Teneesee Williams do Edward Albee i Davida Mamet) i afirmativne drame u kojima likovi koji uspijevaju razriješiti svoje probleme i ostvariti svoj Američki san (od rodonačelnika Thronton Wilder preko komedija i melodrama do autora poput Robert Harling Steal Magnolias ili Margaret Edson Wit).

### Europska drama/Nametanje trendova
Knjiga o nametanju dramskog trenda nasilja, krvi i sperme u europskom kazalištu Nova europska drama ili velika obmana (Meandar, Zagreb, 2005.) izazvala je iznimno snažnu reakciju hrvatske i svjetske kazališne javnosti: dobila je Nagradu Petar Brečić za kazališnu esejistiku, prevedena je na engleski (New Theater Quarterly, August 2005.), slovački (Nova Europska drama alebo vel'ky podvod, Bratislava, 2007.) i bugarski jezik (Нова европейска драма или голямата измама, Ruse, 2009.), veliki dijelove knjige objavljeni su u veliki dijelove knjige objavljeni su u mađarskim ("Csináljunk új európai drámát" u Szinhaz, Hungary, July 2005) i poljskim kazališnim časopisima ("Wszystko ma swoje skutki", Dialog 1/2005. str. 122-135.), udžbenik je na kolegijima o suvremenoj drami širom svijeta. Nakon pet godina izašlo je drugo izdanje, Nova europska drama ili velika obmana 2 (Leykam, Zagreb, 2009.), gdje je uz tekst iz 2005. objavljeno i poglavlje o tome što se s trendom nove europske drame dogodilo od prvog izdanja knjige, kao i reakcija na knjigu uključujući i sve napade i pohvale. Kao jedna od rijetkih ne-engleskih knjiga uvrštena je u popis literature na službenoj stranici britanskog kritičara Alexa Siersa o InYerFace Theatre.

### Hrvatska drama
Objavila prvu antologiju hrvatske drame izvan Hrvatske (Antologija suvremene hrvatske drame, Skopje, 2003.) i knjigu Što je nama hrvatska drama danas? (Naklada Ljevak, Zagreb, 2008.) u kojoj se bavi zapostavljenim piscima (Helena Peričić, Tanja Radović, Darko Lukić, Boro Radaković, Borislav Vujčić, Autorska grupa Gong) i žanrovima (komedije: Miro Gavran i Ivan Kušan te literarni kabaret Boris Senker), te zanimljivim fenomenima hrvatskog kazališta (Zrinski Frankopanizrinsko-frankopanske teme, igranje religiozne drame za vrijeme Domovinskog rata, nestanak političke drame, itd.). 
U tekstu U potrazi za glasom između emocije, politike i intertekstualnosti. Skica za studiju o četvrt stoljeća hrvatske drame ↓1 uvodi klasifikaciju hrvatske drame na temelju njezina odnosa prema stvarnosti koja je okružuje i pokazuje da se taj odnos nalazi u trokutu između politike, emocije i intertekstualnosti. S time da su neka desetljeća obilježena dominatno pojedinim odnosom. Tako su šezdesete i sedamdesete dominatno obilježene odnosom prema politici koja uništava pojedinca uglavnom intelektualca (Ivan Kušan, Ivo Brešan, Dubravko J. Bužimski, Škrabe/Mujićić/Senker), osamdesetima dominira emocija i unutarnji svijet junaka (Miro Gavran, Lada Kaštelan, Mate Matišić), a u devedesetima pisci se traže u intertekstualnosti (Ivan Vidić, Asja Srnec Todorović, Tomislav Zajec) dok je najnovije doba u potrazi za glasom između te tri točke. 
U knjizi Druga slika hrvatskog kazališta ili izvan glavne struje, (DHK, Zagreb, 2016.) objavila napise objavljene u medijima od 2003. – 2015., npr. kritike o predstavama koje smatra važnim za hrvatsko kazalište i kazališnim sezonama, o novim kazališnim žanrovima (kazališno predavanje ili monodrama Mladene Gavran) o kazališnom amaterizmu koji popunjava praznine glavne struje (od Nine Škrabea do fenomena međimurskog dramskog pisma), ali i polemizira s društvenim skandalima te nastojanjem da se Marulićevi dani odvoje od svojeg osnovnog razloga osnivanja: promocije suvremene hrvatske drame.
U knjizi Mit o Krleži. Krležoduli i krležoklasti u medijskom ratu (Matica hrvatska, Zagreb, 2016.) analizirala je medijski rat koji je od 2011. – 2013. vladao u hrvatskoj javnosti oko lika i djela Miroslava Krleže koji poprima mitske razmjere. Predložila je i nove nazive sukobljenih strana: na jednoj su strani krležoklasti (Davor Velnić, Igor Žic ili Radovan Ivšić koji smatraju da je Krleža najveća nepogoda hrvatske književnosti jer je djelovao ideološki prema drugim piscima i svojom sjenom ugušio sve ostale a nije nikad kritički progovorio o problemima komunističkog društva koje ga je ustanovilo kao neprikosnovenu književnu i intelektualnu veličinu bez pravog pokrića. Na drugoj su krležoduli (Velimir Visković, Predrag Matvejević, Vjeran Zuppa, Mani Gotovac) koji smatraju da je Krleža naš najveći i jedini pravi pisac koji zaslužuje sve počasti a država Hrvatska ga je gotovo zabranila. U knjizi se pokazuju razmjeri njihova sukoba, razotkrivaju istine i laži jednog i drugog pristupa te pokazuje da sukob nije književni nego ideološki. Najveći dokaz za to su krležofili, oni koji doista vole Krležu kao pisca (Miro Međimorec, Boris Senker, Georgij Paro) ali ni jedne ni druge ne zanimaju ako nisu iz njihova političkog tabora. Knjiga donosi i istraživanje koje pobija dvije optužbe koje su krležoduli neprestano nametali u medijima. Prvo da je Krleža u Hrvatskoj bio zabranjen ili barem "potisnut" devedesetih (npr. 1993. je obilježena njegova obljetnica s bilo šest premijera od čega sva četiri HNK, održan je skup u HAZU pod pokroviteljstvom predsjednika dr. Franje Tuđmana objavljen I. svezak Krležijane, cijelo je vrijeme najzastupljeniji autor u lektiri itd, a od 1991. – 2000. je postavljeno 22 premijere na njegove tekstove) a drugo da nije igran u hrvatskim kazalištima (od 1991. do kraja 2015. odigrano je 78 novih premijera na Krležine tekstove što nema niti jedna drugi hrvatski pisac, a u zadnjih pet godina od 2011. do kraja 2015., upravo zbog pritiska medija - čak 28 naslova).

### Hrvatska ratna drama
Intenzivno se bavi temom drame i kazališta o Domovinskom ratu. 
Uredila je prvu Antologiju hrvatske ratne drame 1991-1995 (Alfa, Zagreb, 2011.) u kojoj je objavljeno 11 drama. Nino Škrabe: Dvije sestre (1992.), Davor Špišić: Dobrodošli u rat(1992.), Matko Sršen: Farsa od gvere (1992.), Katja Šimunić: Blueblanche, tango i rat (1992.), Milan Grgić: Sveti Roko na brdu (1993.), Lada Martinac/Snježana Sinovčić: Živim (1993.), Goran Tribuson: Doviđenja u Nuštru (1993.), Zvonimir Zoričić: Tatarski biftek (1994.), Miroslav Mađer: Srijemski put (1995.), Zvonimir Majdak: Smrtonosni povratak (1995.), Miro Gavran: Deložacija (1995.)  
Uredila je i Antologiju hrvatske ratne komedije 1991-1997 (Privlačica, Vinkovci, 2013.) u kojoj je objavljeno 8 komedija. Milica Lukšić: Lov na medvjeda tepišara (1990.), Tahir Mujičić/Boris Senker: Bratorazvodna parnica (1991.), Lydia Scheuermann Hodak: Žurim, dolazi mi moja maserka (1992./1998.), Zvonimir Zoričić: Tatarski biftek (1994.), Miro Gavran: Deložacija (1995.), Ivan Kušan: Tko je Sveti Stefan (1996.), Ljubomir Kerekeš: Povratak ratnika (1997.), Ivo Brešan: Utvare (1997.) 
Uredila je i Antologiju hrvatske poratne drame 1996-2011 (Alfa, Zagreb, 2014.) u kojoj je objavljeno 12 drama. Lydia Scheuermann Hodak Slike Marijine (1992./1996.), Pavao Pavličić Olga i Lina  (1996.), Hrvoje Barbir Barba Telmah (1997.), Vlatko Perković Deus ex machina (1997.), Slobodan Šnajder Ines & Denise (1997.), Dubravko Mihanović  Žaba (2004.), Gordana Ostović Parsifal (2005.), Tena Štivičić Fragile (2005.), Amir Bukvić Djeca sa CNN-A (2006.), Igor Hamer Jura, samo jučerašnja vijest (2007.),  Lada Martinac Ko me to pokriva? (2009.), Miro Međimorec Vukovarski nokturno (2011.). 
Te antologije i njezini teorijski radovi ↓3  mijenjaju uvriježenu sliku da hrvatskih ratnih drama nema ili da nisu kvalitetne. Njezino istraživanje pokazalo je da je od 1990. do 2011. objavljeno ili izvedeno i stotinu naslova profesionalni h drama koje imaju ratnu temu ili jedan lik direktno povezan s ratom ili alegorijski prikazi nekog drugog rata koji su nastali kao direktna inspiracija proživljenim ratom. Analiza pokazuje veliku razliku u tonu, osjećaju i odnosu prema stvarnosti u ratnoj,  pisanoj za vrijeme rata (od 1990. – 1995. i još nekoliko godina kasnije jer je osjećaj straha od rata bio intenzivno prisutan) i poratnoj drami pisanoj nakon rata.  Za vrijeme rata pisale su se afirmativne drame i komedije koje su pomagale publici da prežive potpuno nelogično vrijeme i daju mu neki smisao i nadu. Djela su topla, govore o mogućim rješenjima problema a čak i kada junak pogine na kraju ostaje živjeti neka pozitivna emocija (ljubav, prijateljstvo, domoljublje, vjera) tako da publika može proživjeti na kraju komada vrlo intenzivnu i doista pročišćujuću katarzu. Poratno pismo je potpuno drugačije.  Iako svaka drama u sebi nosi politički i svjetonazorski stav pisca, u poratnoj drami to je izrazito. Tzv. lijevi smatraju da je prošli komunistički sistem bio dobar, a da nam se dogodio građanski rat zbog hrvatske gluposti. Tzv. desni smatraju da je prošli komunistički sistem bio najgori na svijetu, cijeli život su sanjali Hrvatsku neovisnost od Jugoslavenske zajednice a Domovinski rat je posljedica velikosrpske agresije koja taj san nije dopustila.  Međutim, zajedničko im je prikazivanje sadašnje stvarnosti kao najgore od svih mogućih bez ikakvog izlaza za pozitivne junake ili bilo kakve katarze za one u publici. Razlikuju se i u tumačenju krivice - za tzv. "lijeve" krivi su nacionalisti koji su srušili komunistički sistem i Jugoslaviju taman kad nam je krenulo a za tzv. "desne" krivi su komunisti koji su se mimikrirali, ušli u novo "demokratsko"  društvo i uništili ga.  Poratna komedija je još crnja jer prikazuje svijet groteske u kojem se smije poremećaju društva a taj poremećaj ostane na kraju fiksiran i zaleđen (Mate Matišić, Nina Mitrović...).  
Objavila o toj temi gotovo stotinu stručnih, znanstvenih i publicističkih tekstova, te objavila knjigu Kako prikazati ljudske rane na sceni (Alfa, Zagreb, 2016.) u kojoj je analizirala pojedinačne autore iz Hrvatske (Scheuermann Hodak, Međimorec, Bakarić, Bužimski, Gubina...), BIH (Zlatko Topčić), SAD i svijeta koji su se bavili ratnom temom, kao i neke fenomene (npr. odjek Domovinskog rata u svjetskim dramama). 

### Kazališna kritika
Kao kazališni kritičar radila u Večernjem listu (1985. – 1993.), a kritike objavljuje u zemlji (tjednici Vijenac, Hrvatsko slovo, te portali bitno.net, narod.hr) i svijetu i do danas.
Objavila je zbornik na engleskom Theatre Criticism Today (Hrvatski centar ITI, Zagreb, 2001.) u kojem su okupljeni tekstovi izlagani na tri simpozija o kazališnoj kritici koji je organizirala u sklopu Hrvatskog centra ITI (Pula 1998. i 1999., Zagreb 2000.).
Objavila je i prvu teorijsku knjigu o kazališnoj kritici (Kazališna kritika ili neizbježni suputnik, UAOS/Leykam, Zagreb, 2011.) u kojoj uz analizu američke kritike i komparaciju američkog i europskog modela kazališne kritike donosi i novu definiciju žanra koja glasi:
"Kazališna kritika je članak recentno napisan nakon premijere koji prosuđuje kazališnu predstavu a objavljen dominantno u dnevnim ili tjednim medijima javne komunikacije (tiskanim ili elektroničkim). Varira u opsegu od 2 do 4 kartice (4.000 do 10.000 znakova) teksta, a sastoji se od elemenata: 1. informacije o predstavi, 2. opis predstave, 3. vrednovanje predstave i 4. obrazloženje vrednovanja."

### Bitno o bitnome, mala knjiga duhovnih eseja (DHK, Zagreb, 2023.)
Urednička bilješka: 
Sanja Nikčević je izuzetno plodna i uvažena hrvatska profesorica, teatrologinja i kazališna kritičarka koja je u svojoj struci napisala 11 autorskih knjiga i nekoliko stotina članaka o kazalištu i drami. Međutim, ova ju knjiga predstavlja u sasvim drugom svjetlu, kao autoricu eseja (crtica, priča, svjedočanstava, polemika)  duhovne inspiracije koje je od  2011. godine  objavljivala u časopisima (Book, Rhema) i na portalima (Bitno.net). Svi su tekstovi napisani jednostavnim i razumljivim jezikom kao topla i duhovita proza koja u sebi nosi temeljni životni optimizam i afirmaciju smisla života. To ju čini zanimljivim štivom za čitanje, ali, kako je riječ o osobnim stavovima i iskustvima, može biti snažan poticaj čitatelju da u svoj život pusti radost, toplinu, dobrotu, zahvalnost, smisao. Najveći dio knjige su priče o osobnim trenucima spoznaje onog bitnog, koje su potaknuli ili potvrdili događaji iz svakodnevnog života. U drugom dijelu su odgovori na teška pitanja o smislu života i vjeri što su ih postavljali ljudi oko nje ili ona sama i zbog kojih je analizirala i bolje upoznavala Krista, Crkvu ili kršćanstvo. Iako ovo nije knjiga o kazalištu, u trećem dijelu polemizira s porukama koje umjetnost šalje pa će tako Mozart, Salieri ili Edita Majić biti poticaji za priču o važnim izborima u životu, a reagirat će i na provokacije o crkvi i vjeri. No te reakcije nisu paskvile nego spoznaje onog što je njoj bitno i u vjeri i u životu. Knjiga pokazuje da se do odgovora o bitnom u našem životu dolazi na razne načine: osjećajem, doživljajem, razmišljanjem ili učenjem te da je pozicija katoličkog intelektualca svjesna i promišljena odluka pri čemu vjera ne umanjuje ljudsku misao, dapače, produbljuje ju.

## Popis najvažnijih radova

### Autorske knjige objavljene u Hrvatskoj
1. Bitno o bitnome, mala knjiga duhovnih eseja (DHK, Zagreb, 2023.)
2. Istina i laži o kanonu ili Kako smo zbog svjetonazora izgubili pravo na lijepo/dobro/sveto u umjetnosti (2021.)[5][6]
3. Slika Domovinskog rata u hrvatskom kazalištu 1990. – 2016.  ili od svetišta do nametnute krivnje (Alfa, Zagreb, 2018.)
4. Druga slika hrvatskog kazališta ili izvan glavne struje, (DHK, Zagreb, 2016.)
5. Mit o Krleži. Krležoduli i krležoklasti u medijskom ratu (Matica hrvatska, Zagreb, 2016.)
6. Kako prikazati ljudske rane na sceni. Ratne teme u hrvatskoj, bosanskoj i angloameričkoj drami (Alfa, Zagreb, 2016.)
7. Kazališna kritika ili neizbježni suputnik (UAOS/Leykam, Zagreb, 2011.)
8. Nova europska drama ili velika obmana 2 (Leykam international, Zagreb, 2010.)
9. Što je nama hrvatska drama danas? (Naklada Ljevak, Zagreb, 2008.)
10. Gubitnički genij u našem gradu (Filozofski fakultet, Zagreb, 2006.)
11. Nova europska drama ili velika obmana (Meandar, Zagreb, 2005.)
12. Afirmativna američka drama ili živjeli Puritanci (Hrvatski centar ITI, Zagreb, 2003.)
13. Subverzivna američka drama ili simpatija za losere (CDM, Rijeka, 1994.)

### Priređivač
1. Antologija hrvatske poratne drame 1996-2011 (Alfa, Zagreb, 2014.)
2. Antologija hrvatske ratne komedije 1991-1997 (Privlačica, Vinkovci, 2013.)
3. Antologija hrvatske ratne drame 1991-1995 (Alfa, Zagreb, 2011.)
4. Antologija na novata hrvatska drama (Fakultet za dramski umetnosti, Skopje, 2002.)
5. Theatre Criticism Today (Hrvatski centar ITI, Zagreb, 2002.)
6. Antologija američke drame I i II   (AGM, Zagreb, 1993.)

### Nova europska drama ili velika obmana
- Sаня Никчевич Нова европейска драма или голямата измама, Аvangard print ЕООD, Ruse, 2009. Prevela Aleksandra Liven, uvod Kalina Stefanova, str. 196.
- Nova Europska drama alebo vel'ky podvod, Vdavatel'sto Jana Jankovča, Bratislava 2007. pogovor Miloš Mistrik, str. 153.

### Članci objavljeni izvan Hrvatske (izbor)
- "Erfolgsgeheimnis" pogovor njemačkom izdanju drama Mire Gavrana (Miro Gavran Eiscreme, Bier, University of Bamberg press, 2016.)
- "V hladani hlasu alebo politika, emocie a identiteta - nacrt studie o poistoroci chorvatskej dramy", str. 153-173. prijevod Vladisalava Fekete, „In Search of Voice or Politics Emotions or Identity – an Outline Study of Half a Century of Croatian Drama“, str. 174-195. preveli Martina Herbst i Maria Mikšik., u Nova dramaturgia, novi dramaturgII/ New Dramaturgy, New Dramaturge II, Zbornik prednašok z medzinarodnej konferencie 15.05.2014./Contributions from the international conference held on May 13, 2014., Divadelni ustav, Bratislava, 2015
- "Rape as a War Strategy: a War Drama from Croatia" in Michael Balfour (ed.) Refugee Performance, Intellect, Bristol UK/Chicago, USA, 2013., str. 157-165.
- "Who Will be the King or a Director's Merciless Fight for Power against Playwright in European Theatre" u Nasrollah Ghaderi i Kataoon Hussein (ur) About the Phenomenon of Theatre, 29th Fajr International Theatre Festival, Teheran, 2011. str. 123-141.The Comeback of Political Drama in Croatia: Or How to Kill a President by Miro Gavran in Political Performances. Theory and Practice. IFTR/FIRT Political Performances Working Group. Haedicke, Susan C., Deirdre Heddon, Avraham Oz and E.J. Westlake (Eds) Amsterdam/New York, NY, 2009,
- Croatian Theatre and the War 1992-1994 in Theatre and performance in Eastern Europe. The Changing Scene ed. Dennis Barnett and Arthur Skelton, The Scarecrow press, Plymouth, 2008.
- How to Impose Violence as a Trend? in Theatre and Humanism in a World of Viloence, (24 congress of the IACT), ed. Ian Herbert, Kalina Stefanova, St. Kliment Ohridski Universtiy Press, Sofia, 2009.
- Angles on the stage Religious Theatre in Croatia 1945-1989; 1999-1994; 1996-2002 in Europassion. Kirche-Konflikte-Menschenrechte. Rudolf Grulich zum 60. Geburstag, Gehard Hess Verlag bad Schussenried, 2006.
- Actors Under Power in Theatre Year Book 2003 Theatre Abroad, ITI Japan Centre, Tokyo, 2003.

## Nagrade i priznanja
- 2018.: Nagrada Andrija Buvina, Dani kršćanske kulture, Split, za izniman doprinos kršćanskoj kulturi
- 2016.: Priznanje Vijeća Umjetničke akademije u Osijeku, za izuzetno zalaganje u znanstveno istraživačkim projektima.
- 2015.: Priznanje studentskog kapelana Sveučilišta J.J. Strossmayera u Osijeku, za promicanje sinteze vjere, znanosti i umjetnosti umjetničkim i profesionalnim radom.
- 2012.: Zlatna povelja za knjige ogranaka Matice Hrvatske, za knjigu: Dragan Mucić Prvih četrdeset godina. Hrvatsko narodno kazalište u Osijeku 1907. – 1941. (Matica hrvatska Osijek/ Filozofski fakultet u Osijeku, 2010.) koju je uredila
- 2011.: Nagrada Matice hrvatske za književnu i umjetničku kritiku "Antun Gustav Matoš", za knjigu Kazališna kritika ili neizbježni suputnik (Leykam/UAOS Zagreb,/Osijek, 2011.)[7]
- 2006.: Nagrada Petar Brečić za kazališnu esejistiku 2006., za knjigu Nova europska drama ili velika obmana (Meandar, Zagreb, 2005.)
- 2000.: Odličje Red hrvatskog pletera, za doprinos razvitku i ugledu države, te za dobrobit građana, Predsjednika Republike Hrvatske
- 1999.: Počasna građanka grada Waterforda, CT, USA.